# Laurențiu Roșu
Laurentiu Roșu (n. 26 octombrie 1975, Iași, România) este un fost fotbalist român care a jucat la Echipa națională de fotbal a României, actualmente antrenor principal la FC UTA Arad.
În martie 2008 a primit Medalia „Meritul Sportiv” clasa a III-a, pentru rezultatele obținute în preliminariile Campionatului European și pentru calificarea la turneul final din 2008.

## Titluri
- Steaua:
  - Divizia A: 1993-94, 1994–95, 1995–96, 1996–97, 1997–98
  - Cupa României: 1995-96, 1996–97, 1998–99
  - Supercupa României: 1993, 1994, 1997
- Recreativo:
  - Segunda División: 2005–06